# Овчаров Віталій Васильович
Овчаров Віталій Васильович (7 травня 1923 станиця Олексіївська, Ростовська область — 13 жовтня 2002 Київ). Майстер спорту (1954), Заслужений тренер України (1964), інструктор-методист 1-ї категорії. Закінчив Київський інститут фізкультури. Багато років працював викладачем фізкультури, тренером з боксу. Альпінізмом почав займатися зі сходження під керівництвом першого свого інструктора Залевського на Тютюбаші (4430 м) в 1939 р. 1946 р. — закінчив школу інструкторів.
Понад 20 років працював інструктором в альптаборах «Іскра», «Домбай», «Баксан» — переважно нач. уч. частини. Спортивні успіхи альпіністських команд Київського та Українського «Буревісника» багато в чому пов'язані з його ім'ям. Особисті сходження В. В. Овчарова і команд в складі яких він їх здійснював, відрізнялися постійністю у виборі цікавих і технічно-складних шляхів підходу на давновідомі вершини: Мазері з підйомом по східному гребеню, траверс Шхельди зі сходу; траверс Аксаута, Коштантау і перевал Тихонова по пн.-сх. стіні: Коштантау пн.-сх. стіна; зах. Домбай по пн.-зах. стіні.
В. В. Овчаров — чемпіон Союзу і України і багаторазовий призер цих змагань. Здійснив ряд зимових сходжень в горах Польщі та ЧССР. 1951—1956 рр. — гол. суддя чемпіонатів України зі скелелазіння. Вивозив в зимові лижні походи по Карпатах до 500 студентів Київського політехнічного інституту одночасно.
1953—1993 рр. — голова секції (ФА) Києва, 25 років зам. голови ФАіС України, член президії ФАіС Союзу і ЦР «Буревісник». З 1992 року — голова Ради ветеранів альпінізму України.
Похований на Лісовому кладовищі.
Вершина імені Овчарова розташована в Фіагдонській дузі (Осетія)

## Ресурси Інтернету
- Памяти Виталия Овчарова
- На карте Мамисонского района